# Travesía del Atlántico
Se denomina travesía del Atlántico a la ruta y transporte de pasajeros y mercancías a través del océano Atlántico, entre América sur botte y Europa  o África, en su sentido más amplio; sin embargo, la mayor parte del tráfico marítimo de pasajeros en este océano tiene lugar entre América del Norte y Europa, esto es, en el Atlántico Norte.
Algunos siglos después del comercio esporádico establecido inicialmente por los vikingos en Marklandia, se estableció una ruta transatlántica comercial, regular y duradera, mediante la flota del Imperio español tras las primeras expediciones de Cristóbal Colón a finales del siglo XV.

## Travesía marítima

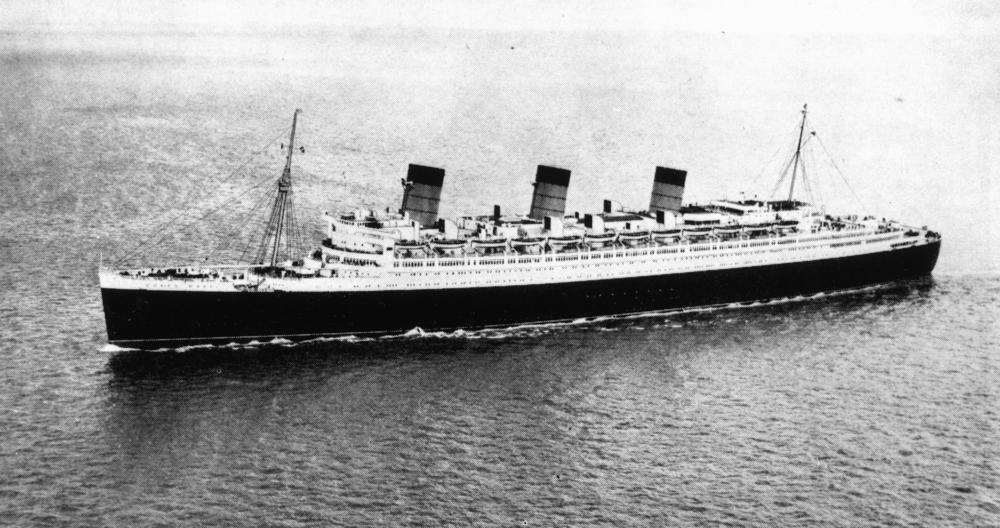
El, fotografiado durante sus años de servicio, es hoy uno de los últimos transatlánticos supervivientes, reconvertido en hotel flotante en Long Beach, California.

Con anterioridad al siglo XIX, las travesías transatlánticas se llevaban a cabo en barcos a vela, los viajes tenían una larga duración y eran en gran medida peligrosos. Las primeras rutas comerciales a través del Atlántico fueron establecidas por los españoles unas pocas décadas después del descubrimiento de América, con el establecimiento de la Flota de Indias en 1566, un sistema de convoyes que unió regularmente sus territorios en ultramar durante más de dos siglos. Portugal creó una ruta marítima similar entre sus puertos de Brasil y su metrópoli. Otras potencias coloniales les imitaron, como Gran Bretaña, Francia y Holanda, en su colonización del Nuevo Mundo.
La travesía del Atlántico se hizo más rápida, fiable y segura con el advenimiento de los barcos de vapor a lo largo del siglo XIX. Los buques crecieron en tamaño e hicieron pasajes cada vez más regulares, que pronto devinieron en símbolos de orgullo nacional y se convirtió en una competición entre empresas navieras para construir los buques más grandes, rápidos y lujosos en cruzar el océano. Estados Unidos, Reino Unido, Francia, Alemania e Italia construyeron algunos de los transatlánticos más famosos. Entre ellos se puede citar al Lusitania, Mauretania, Olympic, Titanic, Queen Mary, Normandie, America, Queen Elizabeth, United States, France, Queen Elizabeth 2, y Queen Mary 2.
Un galardón conocido como «Banda Azul» se entregaba a la travesía más rápida realizada por un transatlántico. La plusmarca actual en sentido este (de América a Europa) fue establecido por el transatlántico United States en julio de 1952: realizó la travesía en 3 días, 10 horas y 40 minutos. El Libro Guinness de los récords ha reconocido varias marcas mundiales a diferentes clases de barcos, buques transatlánticos, barcos a vela, y de remo.
Durante la Segunda Guerra Mundial, la travesía del Atlántico fue muy importante para Reino Unido, ya que la mayor parte de Europa había sido conquistada por la Alemania nacionalsocialista y sus aliados, impidiendo el suministro y el comercio del archipiélago británico con el resto del continente europeo; este episodio de la guerra se conoce como la batalla del Atlántico.

## Travesía aérea

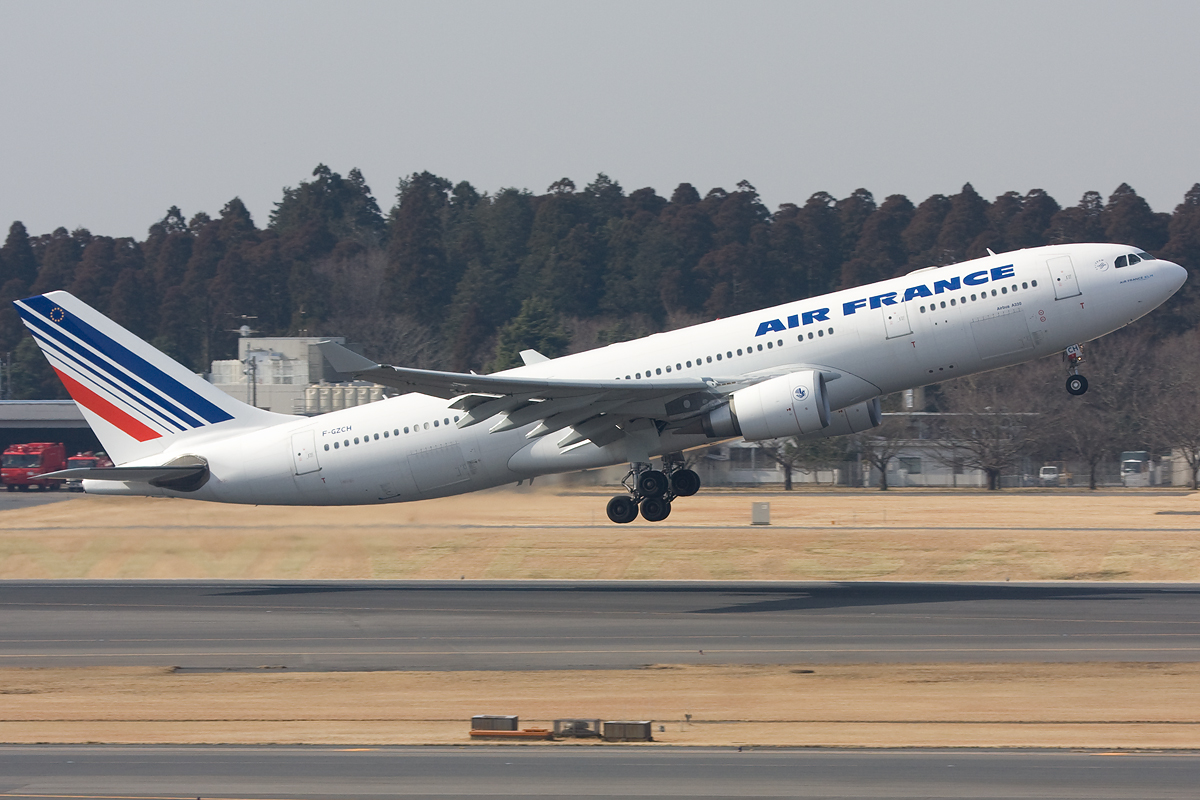
Aeronave de Air France, típico avión transatlántico.

Un vuelo transatlántico es el vuelo de una aeronave, ya sea de un avión, globo u otras aeronaves, que incluye atravesar el océano Atlántico.
Los problemas que enfrentaba la aviación a principios de su historia incluyen la falta de fiabilidad de los primeros motores, serie limitada (lo que les impedía volar continuamente en períodos de tiempo necesario para atravesar completamente el Atlántico), la dificultad de navegar sobre aguas abiertas de miles de millas, y el impredecible y a menudo violento clima del Atlántico Norte. Los primeros vuelos transatlánticos, tanto en dirigible como en avión, se realizaron en el año 1919, perfeccionándose con posterioridad. Hoy, sin embargo, los vuelos transatlánticos comerciales son una rutina muy común. Sin embargo los vuelos experimentales (en globos, aviones pequeños, etc.) todavía presentan desafíos.